# جون سالزبوري
جون سالزبوري (بالإنجليزية: John Salisbury) هو منافس ألعاب قوى بريطاني، ولد في 26 يناير 1934 في برمنغهام في المملكة المتحدة.

## وصلات خارجية
- جون سالزبوري على موقع اللجنة الأولمبية الدولية (الإنجليزية)
- جون سالزبوري على موقع أوليمبيديا (الإنجليزية)
- جون سالزبوري على موقع اللجنة الأولمبية البريطانية (الإنجليزية)
- جون سالزبوري على موقع اتحاد ألعاب الكومنولث (مؤرشف) (الإنجليزية)